# 一乗院
一乗院（いちじょういん）は、奈良県奈良市の興福寺にあった塔頭の一つ。

## 歴史
天禄元年 (970年) に興福寺別当定昭によって創建された。
興福寺の塔頭の中でも高い格式を持っており、大乗院とともに院主は門跡に任じられる。これにより院主は一乗院門跡と呼ばれた。大乗院門跡とともに交代で興福寺別当を務めた。
はじめは近衛家の子弟が門跡を務めていたが、江戸時代初期以降は皇子や皇族が門跡となったため、門主は南都一乗院宮とも宮門跡とも呼ばれ、奈良の人達からは「一乗院さま」と呼ばれた。対して大乗院は摂関家の子弟が門跡を務めることから摂家門跡と呼ばれ、奈良の人達からは「大乗院どの」と呼ばれた。そういったことからも分かるように一乗院の方が大乗院よりも格式は高かった。
一乗院には京都御所の隣にも御里房（邸宅）があり、南都一乗院宮御里房と呼ばれた。
中世に一乗院の属する南都の興福寺は、僧兵や衆徒（武士）も従え大和国の守護をつとめた一大武装勢力であり、比叡山延暦寺と並び称され「南都北嶺」として恐れられた。室町幕府最後の将軍足利義昭（近衛尚通外孫）が還俗前に門主をしていた事でも知られている。
有名な門跡寺院であったが、廃仏毀釈により廃絶したため現在は存在せず（建物の一部は芳徳寺等の他の寺院に移築されている）、明治時代に奈良県庁となり、その後奈良地方裁判所として使用されている。1964年（昭和39年）に宸殿が唐招提寺に移築され、重要文化財として保存されている。
最後の門跡応昭（近衛忠熙の八男）は還俗し、華族となって水谷川忠起と名乗り、男爵となった。

## 主な門跡
- 信円
- 尊誠法親王
- 足利義昭 (一乗院覚慶)
- 久邇宮朝彦親王
- 水谷川忠起

## 末寺
- 喜光寺
- 浄瑠璃寺
- 不退寺
- 松尾寺